# Marcus Ginyard
Marcus Darrel Ginyard (Rochester, 8 maggio 1987) è un ex cestista statunitense, professionista in Europa e nella NBDL.

## Carriera

### High school e college
Fino al 2005 ha giocato nella Bishop O'Connell High School, che durante la sua permanenza ha avuto un bilancio complessivo di 116 vittorie e 19 sconfitte; successivamente ha giocato in NCAA a North Carolina. Nel suo primo anno di college in 31 gare ha tenuto medie di 6,3 punti, 2,6 rimbalzi ed 1,2 assist a partita, mentre nel secondo anno ha giocato 37 incontri con medie di 4,1 punti, 3,2 rimbalzi ed 1,5 assist a partita. Nella stagione 2007-08 è stato inserito nell'Atlantic Coast Conference All-Tournament Team e nell'Atlantic Coast Conference All-Defensive team, dopo aver giocato 39 partite con 6,9 punti, 4,5 rimbalzi, 2,2 assist ed 1,1 palle recuperate di media. L'anno seguente ha giocato 3 partite a 1,3 punti di media, saltando il resto della stagione a causa di un grave infortunio; a fine stagione la sua squadra ha anche vinto il titolo NCAA. Nella stagione 2009-2010, la sua ultima al college, ha giocato 33 partite con 30,6 minuti di media, nei quali ha fatto registrare 7,7 punti, 4,9 rimbalzi, 2,9 assist e 1,2 palle recuperate di media a partita.
In 109 partite di NCAA, 55 delle quali giocate da titolare, ha avuto medie complessive di 6,1 punti, 3,8 rimbalzi, 1,9 assist ed 1,1 palle recuperate a partita.

### Professionista
Non viene scelto da nessun franchgia al Draft NBA 2010.
Ha trascorso la stagione 2010-11 nel Bayreuth, nel campionato tedesco, dove ha tenuto medie di 11 punti, 4 rimbalzi e 2 assist a partita; nella stagione 2011-2012 ha invece giocato nell'Ironi Nahariya, in Israele, nella seconda serie locale, dove ha chiuso la stagione con 21 punti e 7 rimbalzi di media a gara. Nella stagione 2012-2013 milita invece nell'Anwil Wloclawek, formazione della massima serie polacca, nella quale ha tenuto medie di 12 punti e 4 rimbalzi a partita. Passa poi all'Azovmash Mariupol, dove rimane nella stagione 2013-2014 con medie di 15,5 punti, 5,3 rimbalzi e 2,3 assist. Sempre a Mariupol gioca anche in VTB League, competizione in cui viaggia a 14,8 punti, 4,3 rimbalzi e 1,5 assist ad incontro. nella parte finale della stagione torna in Polonia, nello Zielona Góra, dove raggiunge le finali del campionato polacco.
Inizia la stagione 2014-15 nei neonati Westchester Knicks, franchigia della NBDL; qui gioca 18 partite (6 delle quali in quintetto base) con 7,5 punti, 4,4 rimbalzi, 2 assist e 0,9 palle recuperate in 21,3 minuti di media a partita. Lascia poi la squadra per passare al Panionios, nella massima serie greca.

## Palmarès
- Virginia's Mr. Basketball (2005)
- ACC All-Defensive team (2008)
- ACC All-Tournament Team (2008)
- ACC Championship (2008)
- Campione NCAA (2009)
- Campionato macedone: 1

Rabotnički Skopje: 2017-18